# Julia Vakulenko
Julia Vakulenko (in ucraino Юлія Олегівна Вакуленко?, Julija Olehivna Vakulenko; Jalta, 10 luglio 1983) è un'ex tennista ucraina naturalizzata spagnola.

## Biografia
Figlia di Oleg e Gala, ha un fratello di nome Bryan. Nel 2006 si fermò al terzo turno nell'Open di Francia 2006 - Singolare femminile arrendendosi di fronte alla svizzera Patty Schnyder.
All'US Open 2007 - Singolare femminile giunse al quarto turno venendo eliminata da Ágnes Szávay, sempre nello stesso anno al Bell Challenge singolare si qualificò per la finale perdendola contro Lindsay Davenport  con il punteggio di 6–4, 6–1 per la vincitrice.
Nel ranking raggiunse la 31ª posizione il 14 gennaio del 2008.
Nell'aprile del 2008 Vakulenko rinunciò alla cittadinanza ucraina per quella spagnola.

## Statistiche WTA

### Singolare

#### Sconfitte (1)
| Legenda               |
| --------------------- |
| Grande Slam (0)       |
| Argenti Olimpici (0)  |
| WTA Championships (0) |
| Tier I (0)            |
| Tier II (0)           |
| Tier III (1)          |
| Tier IV (0)           |
| Tier V (0)            |

| N. | Data            | Torneo                 | Superficie    | Avversaria in finale | Punteggio |
| 1. | 4 novembre 2007 | Bell Challenge, Québec | Sintetico (i) | Lindsay Davenport    | 4-6, 1-6  |

## Risultati in progressione
| Sigla | Risultato               |
| ----- | ----------------------- |
| V     | Vincitore               |
| F     | Finalista               |
| SF    | Semifinalista           |
| O     | Oro olimpico            |
| A     | Argento olimpico        |
| SF    | Bronzo olimpico         |
| QF    | Quarti di Finale        |
| 4T    | Quarto turno            |
| 3T    | Terzo turno             |
| 2T    | Secondo turno           |
| 1T    | Primo turno             |
| RR    | Round Robin             |
| LQ    | Turno di qualificazione |
| A     | Assente                 |
| ND    | Non disputato           |

| Legenda superfici    |
| -------------------- |
| Cemento              |
| Terra battuta        |
| Erba                 |
| Superficie variabile |

### Singolare nei tornei del Grande Slam
| Torneo          | 2003 | 2004 | 2005 | 2006 | 2007 | 2008 | 2009 | 2010 | 2011 |
| --------------- | ---- | ---- | ---- | ---- | ---- | ---- | ---- | ---- | ---- |
| Australian Open | A    | 2T   | A    | A    | 2T   | 1T   | A    | A    | A    |
| Open di Francia | 3T   | 1T   | A    | 3T   | 1T   | 1T   | A    | A    | A    |
| Wimbledon       | 1T   | 1T   | 2T   | 1T   | 1T   | 1T   | A    | A    | A    |
| US Open         | 2T   | 2T   | A    | A    | 4T   | 1T   | A    | A    | A    |

### Doppio nei tornei del Grande Slam
| Torneo          | 2003 | 2004 | 2005 | 2006 | 2007 | 2008 | 2009 | 2010 | 2011 |
| --------------- | ---- | ---- | ---- | ---- | ---- | ---- | ---- | ---- | ---- |
| Australian Open | A    | 1T   | A    | A    | A    | 1T   | A    | A    | A    |
| Open di Francia | A    | A    | A    | A    | 1T   | A    | A    | A    | A    |
| Wimbledon       | A    | A    | A    | A    | 1T   | 1T   | A    | A    | A    |
| US Open         | A    | A    | A    | A    | A    | A    | A    | A    | A    |

### Doppio misto nei tornei del Grande Slam
Nessuna partecipazione

## Vittorie contro giocatrici Top 10
| Stagione | 2007 | Totale |
| Vittorie | 3    | 3      |

| #    | Giocatrice      | Ranking | Evento                | Superficie  | Turno | Punteggio     | Rank. JVR |
| ---- | --------------- | ------- | --------------------- | ----------- | ----- | ------------- | --------- |
| 2007 |                 |         |                       |             |       |               |           |
| 1.   | Kim Clijsters   | 4       | Warsaw Open, Varsavia | Terra rossa | 2T    | 7-6(3), 6-3   | 61        |
| 2.   | Amélie Mauresmo | 3       | German Open, Berlino  | Terra rossa | 3T    | 2-6, 6-1, 6-2 | 53        |
| 3.   | Dinara Safina   | 10      | German Open, Berlino  | Terra rossa | QF    | 6-3, 5-7, 6-3 | 53        |